# انکتوویل-سو-باسک
انکتوویل-سو-باسک (به فرانسوی: Anctoville-sur-Boscq) یک کمون در فرانسه است که در Canton of Bréhal واقع شده‌است.

## خصوصیات
انکتوویل-سو-باسک ۲٫۱۵ کیلومترمربع مساحت و ۵۱۸ نفر جمعیت دارد و ۴۹ متر بالاتر از سطح دریا واقع شده‌است.